# Doberzeit
Doberzeit ist ein Ortsteil der sächsischen Gemeinde Lohmen im Landkreis Sächsische Schweiz-Osterzgebirge mit etwa 100 Einwohnern.

## Lage
Doberzeit liegt zwischen dem Liebethaler Grund und dem Mockethaler Grund. Südlich an dem sackgassenartigen Rundling führt die Staatsstraße 164 zwischen Lohmen und Pirna vorbei.
Die Ortsgemarkung Doberzeit bemisst 158 Hektar und befindet sich im Westen des Lohmener Gemeindegebietes. Sie grenzt im Norden an Daube und im Osten an Lohmen. Südlich der Gemarkung Doberzeit befindet sich Mockethal, im Westen grenzt Zatzschke an. Nordwestlich des Ortes liegt außerdem die Gemarkung Hinterjessen (alle drei zur Kreisstadt Pirna).

## Geschichte
| Jahr     | Einw. |
| -------- | ----- |
| 1834     | 100   |
| 1871     | 103   |
| 1890     | 116   |
| 1910     | 123   |
| 1925     | 119   |
| 1939     | 136   |
| 1946     | 201   |
| 1950     | 194   |
| 1964     | 234   |
| → Lohmen |       |

Der Name Doberzeit kommt aus dem Slawischen und bedeutet so viel wie „guter Weizen“. Der Ortsname „Dobirschicz“ taucht hier erstmals im Jahr 1378 auf. Zunächst gehörte es zur Herrschaft Wehlen, bis ins 18. Jahrhundert gehörte der Ort dann zum Amt Lohmen, anschließend zum Amt Hohnstein.
In den Jahren 1776 und 1788 zerstörten Brände den Ort fast komplett. In dieser Zeit bewirtschafteten 13 besessene Mann insgesamt acht Hufen Land.
Zu Beginn des 18. Jahrhunderts dominierte in Doberzeit die Viehzucht. Während der Befreiungskriege im Jahr 1813 büßte der Ort mit seinen etwa 80 Einwohnern auch „80 Stück grossen Viehs“ ein. Weiterhin gab es in der Gegend einen Sandsteinbruch sowie Vorkommen von Aventurin, Chalcedon und Jaspis.
Mit der Sächsischen Landgemeindeordnung von 1838 erhielt Doberzeit Selbstverwaltungsrecht als Landgemeinde. Im Jahr 1856 wurde der Ort dem Gerichtsamt Pirna zugeordnet, das 1875 in der Amtshauptmannschaft Pirna aufging.
Doberzeit ist in die evangelisch-lutherische Kirche zu Lohmen eingepfarrt. So waren alle der 119 Einwohner des Dorfes im Jahr 1925 evangelisch-lutherischer Konfession.
Nach dem Zweiten Weltkrieg erreichte die Einwohnerzahl Doberzeits durch die Aufnahme von Vertriebenen aus den Ostgebieten und Wohnungslosen aus den vom Krieg zerstörten Städten mit etwa 200 ihren bisherigen Höchststand, der erst durch eine spätere Eingemeindung übertroffen werden konnte. Mit der 1952 durchgeführten Gebietsreform in der 1949 gegründeten DDR kam die Landgemeinde Doberzeit in den Kreis Pirna innerhalb des Bezirks Dresden. Der Nachbarort Daube wurde mit Wirkung zum 20. Juni 1957 in die Gemeinde Doberzeit eingegliedert. Seit dem 1. Januar 1969 gehört diese wiederum zur Gemeinde Lohmen.
Heute leben in Doberzeit etwa 100 Menschen in 21 Wohngebäuden. Der Altersschnitt lag 2011 bei 44 Jahren.

## Sehenswürdigkeiten

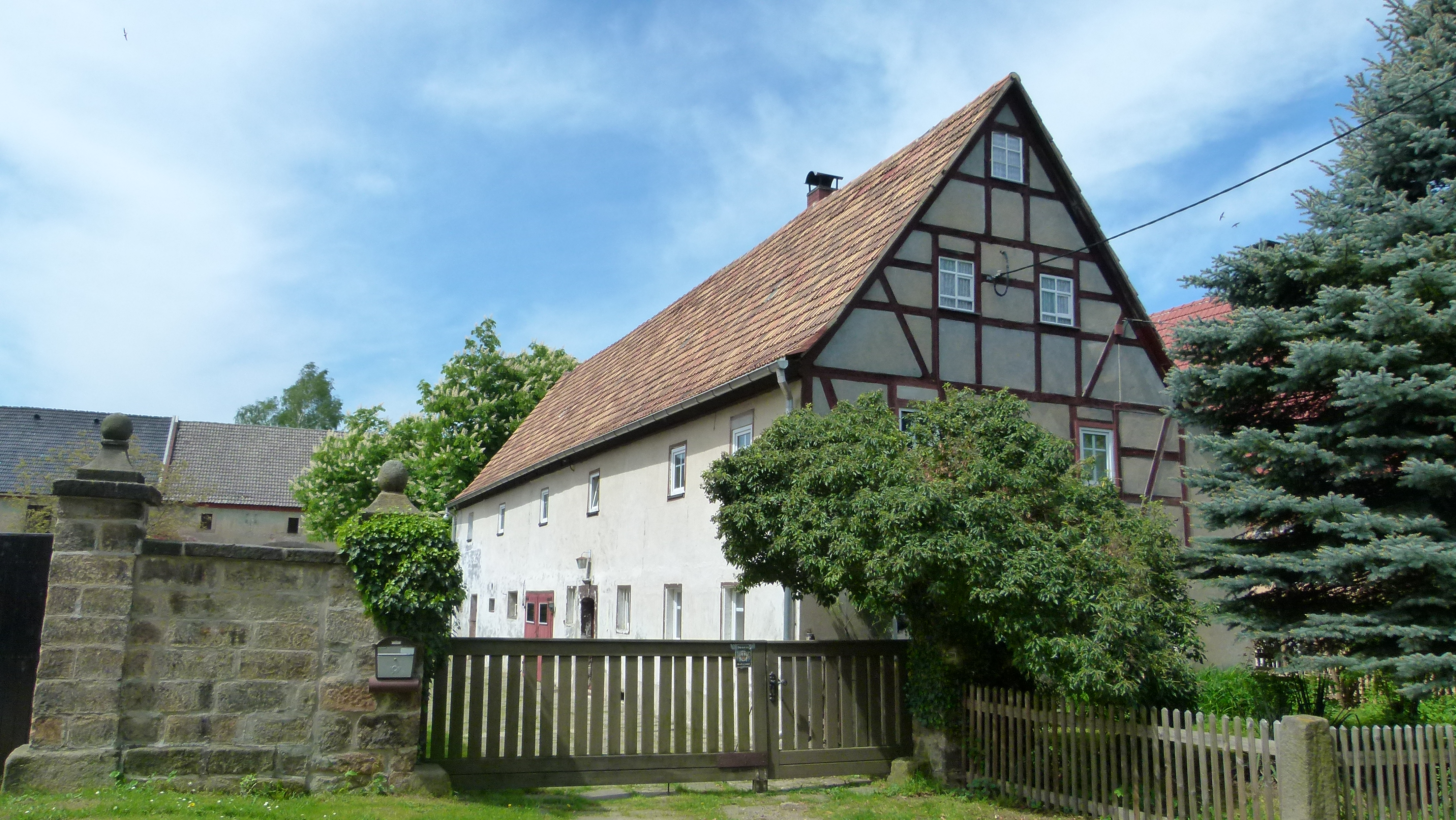
Am Anger 14 in Doberzeit

In Doberzeit hat sich die slawische Rundlingsbebauung um den alten Dorfanger bis heute erhalten und ist größtenteils denkmalgeschützt. So stehen insgesamt 16 Bauwerke auf der Kulturdenkmalliste (Stand 2010), davon größtenteils Wohnstallhäuser der zahlreichen Bauernhöfe aus dem 18. und 19. Jahrhundert. Das wohl älteste Gebäude im Ort ist das Haus Am Anger 14, erbaut 1695.
An der Pirnaer Straße befindet sich außerdem ein denkmalgeschützter ehemaliger Transformatorenturm aus dem Jahr 1925.

## Kulturdenkmale
In der Liste der Kulturdenkmale in Lohmen (Sachsen) sind für Doberzeit 15 Kulturdenkmale aufgeführt.